# Golden Eagle Tiandi Tower B
 (janvier 2021).
Si vous disposez d'ouvrages ou d'articles de référence ou si vous connaissez des sites web de qualité traitant du thème abordé ici, merci de compléter l'article en donnant les références utiles à sa vérifiabilité et en les liant à la section « Notes et références ».
La Golden Eagle Tiandi Tower B est un gratte-ciel en construction à Nankin en Chine. Il s'élèvera à 328 mètres. Son achèvement était prévu pour 2019.